# Castelmoron-d'Albret
Castelmoron-d'Albret (in occitano Castèl Mauron d'Albret, dal 1792 al 1795 Castel-Marat in onore di Jean-Paul Marat) è un comune francese di 53 abitanti situato nel dipartimento della Gironda nella regione della Nuova Aquitania. Con la sua estensione di 0,0376 km² (3,76 ettari) è il comune meno esteso della Francia.

## Società

### Evoluzione demografica
Abitanti censiti